# Романюк Михайло Федорович
Михайло Федорович Романюк (біл. Міха́сь Раманю́к) (3 січня 1944 — 4 вересня 1997) — відомий білоруський мистецтвознавець і етнограф.

## Життєпис
Народився в селі Ковалі Брагінського району Гомельської області, але дитинство пройшло в селі Старинкі Койдановського району.
Викладав у Білоруській академії мистецтв. Кандидат мистецтвознавства (1976), професор (1995).
Заснував часопис «Мистецтво Білорусі» і став його першим головним редактором. В 1983—1985 роках — головний редактор журналу «Мистецтво».
Створив сценічні строї для Державного народного хору та Державного ансамблю танцю Білорусі, численних самодіяльних колективів.
За власні гроші провів десятки етнографічних експедицій, досягненням яких стали більше 130 реконструкцій традиційних строїв білорусів. Збір і архів Михайла Романюка налічує понад 100 000 одиниць рідкісного етнографічного матеріалу, зібраного власними руками; його подорожні щоденники становлять десятки томів. Зібрав колекцію білоруського народного одягу.
Досліджував питання народного мистецтва та матеріальної культури Білорусі 19 — поч. 20 ст. (сільська архітектура, знаряддя праці, посуд, меблі, одяг тощо).
Важлива частина багаторічної творчої діяльності Михайла Романюка — статті та ілюстрації в ецикляпедіях: «Білоруська радянська енциклопедія», «Енциклопедія літератури і мистецтва Білорусі», «Етнографія Білорусі».
Як знавець одягу і матеріальної культури він консультував багато художніх фільмів «Білорусьфільму», в тому числі фільм «Люди на болоті».
Учасник і засновник низки художніх виставок, серед яких «Білоруський національний костюм» (Мінськ, 1981, 1996, Париж, Ліон 1981—1982).
Автор альбомів і книг «Білоруський народний одяг» (1981), «Народний костюм Чечерська і околиць» (1993), серії буклетів-плакатів «Білоруський національний костюм» (1989—1992), а також однойменної серії поштових карток і марок (1995—1997). Альбом «Білоруський народний одяг» складається з архівних світлин та світлин, зроблених дослідником під час експедицій 1967—1980 років. Романюк зробив мистецтвознавчо-етнографічне районування білоруського народного одягу 19 — поч. 20 ст. Строї визначені автором згідно з виділеними ним етнографічними регіонами Білорусі:
- Західне Полісся;
- Східне Полісся;
- Придніпров'я;
- Центральна Білорусь;
- Понімання і Наддвіння.

Помер у віці 53 років від онкологічної хвороби.
У 2000 році видано його альбом «Білоруські народні хрести».